# NGC 5686
NGC 5686 este o galaxie lenticulară situată în constelația Boarul. A fost descoperită în 9 aprilie 1828 de către John Herschel.